# Nematopogon prolai
Nematopogon prolai is een vlinder uit de familie van de langsprietmotten (Adelidae). De wetenschappelijke naam van de soort is voor het eerst geldig gepubliceerd door Hartig in 1941.
De soort komt voor in Europa.